# سياسة التأشيرات في أوسيتيا الجنوبية
أوسيتيا الجنوبية لا تصدر تأشيرات لزوارها. ومع ذلك، يتعين على الزائرين الحصول على موافقة من حكومة أوسيتيا الجنوبية قبل زيارتهم ما لم يكونوا مواطنين من دولة معفاة. ولا يجوز الدخول إلى أوسيتيا الجنوبية إلا عبر روسيا. ويُطلب من الزائرين الحصول على تأشيرة روسية صالحة تسمح لهم بالعودة إلى روسيا ما لم يكونوا مواطنين روس أو مواطني دول معفاة من متطلبات التأشيرة الروسية. وأوسيتيا الجنوبية من الدول غير المعترف بها جزئياً، ويعدها معظم دول العالم جزءاً من جورجيا.

## الإعفاء من التأشيرة
يجوز لمواطني الدولة التالية والمواطنين المنتمين إلى أعضاء المجتمع من أجل الديمقراطية وحقوق الأمم دخول أوسيتيا الجنوبية دون الحصول على تأشيرة مسبقة:
| فترة غير محددة \| - أبخازيا - روسيا - ترانسنيستريا \| |
| - أبخازيا - روسيا - ترانسنيستريا                      |

ويمكن لهؤلاء المواطنين أيضاً الدخول باستخدام جواز سفر داخلي بدلاً من جواز السفر.
تم التوقيع على اتفاقية الإعفاء من التأشيرة بين أوسيتيا الجنوبية وناورو في 3 فبراير 2018، والتي من شأنها أن تسمح لمواطني ناورو بالسفر إلى أوسيتيا الجنوبية دون موافقة مسبقة ولمواطني أوسيتيا الجنوبية بالسفر إلى ناورو بدون تأشيرة، لمدة تصل إلى 90 يوماً، خلال أي فترة 180 يوماً. ومع ذلك، لم يتم التصديق على الاتفاقية بعد.

## شروط الدخول
يجب دعوة جميع الزوار، باستثناء مواطني البلدان المعفاة، من قبل طرف في أوسيتيا الجنوبية (مواطن عادي أو منظمة في أوسيتيا الجنوبية، مثل دائرة حكومية أو شركة تجارية) قبل وصولهم. يجب على الأطراف الداعية تقديم خطابات الدعوة الخاصة بها إلى مكتب مراقبة الهجرة التابع لوزارة الداخلية، الأمر الذي يستغرق ما يصل إلى 30 يوماً تقويمياً لمعالجة الدعوات. ويجب على السياح الحصول على دعوة من لجنة سياسة الشباب والرياضة والسياحة. بالإضافة إلى الدعوة، يجب على الصحفيين الحصول على موافقة من لجنة الدولة للإعلام والصحافة قبل الوصول. ويجب على جميع الزوار التسجيل لدى مكتب مراقبة الهجرة التابع لوزارة الداخلية خلال ثلاثة أيام بعد وصولهم.

## إحصائيات الزوار
حوالي 95%  من سكان أوسيتيا الجنوبية يحملون (بالإضافة إلى جنسية جمهورية أوسيتيا الجنوبية — دولة ألانيا)، جنسية الاتحاد الروسي ، والعديد منهم يغادرون أراضي أوسيتيا الجنوبية ويدخلونها مع جوازات السفر الروسية، ونصفهم تقريباً يقيمون بشكل دائم في روسيا. خلال العام، يغادر معظمهم أوسيتيا الجنوبية إلى روسيا عدة مرات لأغراض مختلفة ويعودون مرة أخرى. حتى من المواطنين الروس بالولادة، يزور أوسيتيا الجنوبية في الغالب مواطنون روس يعيشون بشكل رئيسي في جمهورية أوسيتيا الشمالية-ألانيا (جزء من الاتحاد الروسي). ومن بقية أنحاء الاتحاد الروسي، يقوم عدد صغير للغاية من مواطني الاتحاد الروسي بزيارة أوسيتيا الجنوبية.
مواطنو الاتحاد الروسي 
| دولة  | 2021      | 2020      | 2019      | 2018      | 2017      | 2016      | 2015      | 2014      | 2013      | 2012      | 2011      | 2010    |
| ----- | --------- | --------- | --------- | --------- | --------- | --------- | --------- | --------- | --------- | --------- | --------- | ------- |
| روسيا | ▲ 381,473 | ▼ 206,260 | ▼ 407,694 | ▼ 443,646 | ▲ 451,918 | ▼ 450,753 | ▼ 472,443 | ▲ 502,108 | ▼ 500,682 | ▼ 511,715 | ▼ 528,223 | 537,080 |